# Microlophus peruvianus
Microlophus peruvianus är en ödleart som beskrevs av  René-Primevère Lesson 1830. Microlophus peruvianus ingår i släktet Microlophus och familjen Tropiduridae. IUCN kategoriserar arten globalt som livskraftig. Inga underarter finns listade i Catalogue of Life.